# Flèche hesbignonne-Niel et Saint-Trond
Pour les autres significations, voir Flèche hesbignonne-Cras Avernas.
La Flèche hesbignonne-Niel et Saint-Trond est une ancienne course cycliste belge. Créée en 1951. Elle été courue entre Niel et Saint-Trond. Elle fut courue de 1951 à 1955.
Cette épreuve ne doit pas être confondue avec la Flèche hesbignonne courue entre Cras-Avernas et Remouchamps de 1952 à 2006.

## Palmarès
| Année | Vainqueur             | Deuxième              | Troisième      |
| ----- | --------------------- | --------------------- | -------------- |
| 1951  | Rik Van Steenbergen   | Lode Wouters          | Edward Peeters |
| 1952  | Marcel Dierkens       | René Mertens          | Gérard Buyl    |
| 1953  | André Vlayen          | Alfons Van Den Brande | Joseoh Schils  |
| 1954  | Eugène Van Roosbroeck | Marcel Driessen       | Karel Van Geel |
| 1955  | Karel Van Dormael     | Pierre Machiels       | Frans Leenen   |